# Торб'єрн Корнбакк
Торб'єрн Ярл Корнбакк (швед. Torbjörn Jarle Kornbakk; нар. 28 травня 1965, Гетеборг) — шведський борець греко-римського стилю, бронзовий призер чемпіонату світу, дворазовий чемпіон, срібний та дворазовий бронзовий призер чемпіонатів Європи, срібний призер Кубку світу, бронзовий призер Олімпійських ігор.

## Життєпис
Боротьбою почав займатися з 1973 року.
Виступав за борцівські клуби «Örgryte Idrottssällskap» Гетеборг, Швеція; «KSV» Віттен, Північний Рейн-Вестфалія, Німеччина. Тренер — Мартін Стін.

### Родина
Молодщий брат, срібного призера чемпіонату світу, срібного призера чемпіонату Європи, учасника Олімпійських ігор Мартіна Корнбакка.

## Спортивні результати на міжнародних змаганнях

### Виступи на Олімпіадах
| Змагання                    | Збірна | Вагова категорія                 | Місце  |
| --------------------------- | ------ | -------------------------------- | ------ |
| Літні Олімпійські ігри 1992 | Швеція | греко-римська боротьба, до 74 кг | Бронза |
| Літні Олімпійські ігри 1996 | Швеція | греко-римська боротьба, до 74 кг | 10     |

### Виступи на Чемпіонатах світу
| Змагання                        | Збірна | Вагова категорія                 | Місце  |
| ------------------------------- | ------ | -------------------------------- | ------ |
| Чемпіонат світу з боротьби 1989 | Швеція | греко-римська боротьба, до 74 кг | 9      |
| Чемпіонат світу з боротьби 1990 | Швеція | греко-римська боротьба, до 74 кг | 6      |
| Чемпіонат світу з боротьби 1991 | Швеція | греко-римська боротьба, до 74 кг | 10     |
| Чемпіонат світу з боротьби 1993 | Швеція | греко-римська боротьба, до 74 кг | 4      |
| Чемпіонат світу з боротьби 1994 | Швеція | греко-римська боротьба, до 74 кг | Бронза |
| Чемпіонат світу з боротьби 1998 | Швеція | греко-римська боротьба, до 76 кг | 22     |

### Виступи на Чемпіонатах Європи
| Змагання                         | Збірна | Вагова категорія                 | Місце  |
| -------------------------------- | ------ | -------------------------------- | ------ |
| Чемпіонат Європи з боротьби 1988 | Швеція | греко-римська боротьба, до 74 кг | 5      |
| Чемпіонат Європи з боротьби 1989 | Швеція | греко-римська боротьба, до 74 кг | Срібло |
| Чемпіонат Європи з боротьби 1990 | Швеція | греко-римська боротьба, до 74 кг | Золото |
| Чемпіонат Європи з боротьби 1991 | Швеція | греко-римська боротьба, до 74 кг | Бронза |
| Чемпіонат Європи з боротьби 1992 | Швеція | греко-римська боротьба, до 74 кг | 5      |
| Чемпіонат Європи з боротьби 1994 | Швеція | греко-римська боротьба, до 74 кг | Бронза |
| Чемпіонат Європи з боротьби 1996 | Швеція | греко-римська боротьба, до 74 кг | 5      |
| Чемпіонат Європи з боротьби 1997 | Швеція | греко-римська боротьба, до 76 кг | Золото |

### Виступи на Кубках світу
| Змагання                    | Збірна | Вагова категорія                 | Місце  |
| --------------------------- | ------ | -------------------------------- | ------ |
| Кубок світу з боротьби 1990 | Швеція | греко-римська боротьба, до 74 кг | Срібло |

### Виступи на інших змаганнях
| Змагання                            | Збірна | Вагова категорія                 | Місце  |
| ----------------------------------- | ------ | -------------------------------- | ------ |
| Гран-прі Німеччини з боротьби 1988  | Швеція | греко-римська боротьба, до 74 кг | Срібло |
| Північний чемпіонат з боротьби 1988 | Швеція | греко-римська боротьба, до 74 кг | Золото |
| Гран-прі Німеччини з боротьби 1990  | Швеція | греко-римська боротьба, до 74 кг | 6      |
| Північний чемпіонат з боротьби 1991 | Швеція | греко-римська боротьба, до 74 кг | Срібло |
| Гран-прі Німеччини з боротьби 1993  | Швеція | греко-римська боротьба, до 74 кг | 7      |
| Ігри Балтійського моря 1993         | Швеція | греко-римська боротьба, до 74 кг | Бронза |
| Гран-прі Німеччини з боротьби 1994  | Швеція | греко-римська боротьба, до 74 кг | Золото |
| Північний чемпіонат з боротьби 1996 | Швеція | греко-римська боротьба, до 74 кг | Золото |
| Тестовий турнір FILA 1998           | Швеція | греко-римська боротьба, до 76 кг | 13     |
| Гран-прі Німеччини з боротьби 1998  | Швеція | греко-римська боротьба, до 76 кг | Золото |

### Виступи на змаганнях молодших вікових груп
| Змагання                                          | Збірна | Вагова категорія                 | Місце  |
| ------------------------------------------------- | ------ | -------------------------------- | ------ |
| Північний чемпіонат з боротьби серед юніорів 1985 | Швеція | греко-римська боротьба, до 74 кг | Срібло |